# CP série 3250
 (septembre 2023).
Disposition :
- UQE (Unidade Quadrupla Eléctrica, Unité Quadruple Électrique) : RP1+M+RI+RP2
- UM : jusqu'à 2, entre eux ou avec les UTE 3150 (la formation UTE+UQE c'est la composition typique de la ligne de Cascais)
- Aménagement intérieur :
  - 208 places assises.

Masse des rames avec Remorques Pilote 2 métalisées à partir de caisses des automoteurs Baume & Marpent : 147 t.